# آنا ألمينوفا
آنا ألمينوفا (بالروسية: Альминова, Анна Александровна) هي عداءة مسافات متوسطة روسية ولدت في يوم 17 يناير 1985 في مدينة كيروف في روسيا، فازت بسباق 800 و1500 في بطولة أوروبا لألعاب القوى داخل الصالات 2009 في تورينو قبل أن يتم سحب الميداليات منها بعد إكتشاف تناولها للمنشطات وإيقافها لسنتين ونصف.

## روابط خارجية
- آنا ألمينوفا على موقع الاتحاد الدولي لألعاب القوى (الإنجليزية)
- آنا ألمينوفا على موقع أوليمبيديا (الإنجليزية)